# Arthur A. C. Moore
Arthur Augustus Cutler Moore, kanadski amaterski hokejist, * 25. avgust 1880, Acton, Ontario, Kanada, † 7. januar 1935, Ottawa, Ontario, Kanada. 
Igral je na položaju branilca za moštvi Montreal Hockey Club in Ottawa Hockey Club. Za Ottawo je igral v obdobju njene nepremagljivosti, imenovanem Obdobje srebrnih sedem (Silver Seven). Z moštvom je marca 1903 osvojil Stanleyjev pokal in ga uspel obdržati do marca 1906. Zaradi poškodbe gležnja je izpustil večino sezone 1907. Po dveh tekmah v sezoni 1908 so ga v klubu spustili od sebe. 

## Osebno življenje
Moore se je leta 1912 poročil s Flossie Bryson. Imela sta tri otroke, med drugim hčerko Jean in sina Arthurja mlajšega. 

## Pregled hokejske kariere
Odebeljeno - reprezentančni nastopi, glej tudi Statistika pri hokeju na ledu.
| Moštvo               | Liga  | Sezona |    | Redni del | Redni del | Redni del | Redni del | Redni del | Redni del |   | Končnica | Končnica | Končnica | Končnica | Končnica | Končnica |
| -------------------- | ----- | ------ | -- | --------- | --------- | --------- | --------- | --------- | --------- | - | -------- | -------- | -------- | -------- | -------- | -------- |
| Moštvo               | Liga  | Sezona | OT | G         | P         | T         | +/-       | KM        | OT        | G | P        | T        | +/-      | KM       |          |          |
| Montreal Hockey Club | CAHL  | 01     |    | 2         | 0         |           |           |           |           |   |          |          |          |          |          |          |
| Ottawa Hockey Club   | CAHL  | 02     |    | 1         | 0         |           |           |           |           |   |          |          |          |          |          |          |
| Ottawa Hockey Club   | CAHL  | 03     |    | 7         | 1         |           |           |           |           |   | 3        | 0        |          |          |          |          |
| Ottawa Hockey Club   | CAHL  | 04     |    | 4         | 0         |           |           |           |           |   | 5        | 1        |          |          |          |          |
| Ottawa Hockey Club   | FAHL  | 04/05  |    | 8         | 1         |           |           |           |           |   | 5        | 0        |          |          |          |          |
| Ottawa Hockey Club   | ECAHA | 05/06  |    | 10        | 0         |           |           |           |           |   | 6        | 0        |          |          |          |          |
| Ottawa Hockey Club   | ECAHA | 06/07  |    | 1         | 0         |           |           |           |           |   |          |          |          |          |          |          |
| Ottawa Hockey Club   | ECAHA | 07/08  |    | 2         | 0         |           |           |           |           |   |          |          |          |          |          |          |
| Skupaj               |       |        |    | 35        | 2         |           |           |           |           |   | 19       | 1        |          |          |          |          |